# ジョン・オサリヴァン (工学者)
ジョン・オサリヴァン（John O’Sullivan、1947年4月15日 - ）はオーストラリアの電気工学者である。
彼は現在、オーストラリアの電波望遠鏡・スクエア・キロメートル・アレイの設計に取り組んでいる。

## 業績
彼が行ったフーリエ変換の電波天文学への応用が、無線LANを高速で信頼性の高いものにするコアテクノロジーの開発につながった。この技術は1994年にオーストラリア連邦科学産業研究機構(CSIRO)によって特許が取得され、Wi-Fiの規格（IEEE 802.11a、802.11g、802.11n）の一部をなしており、オサリヴァンもWi-Fiの発明者の一人として認められている。

### フーリエ変換とWi-Fi
1977年、オサリヴァンはオランダのドウィンゲロー電波天文台に勤めているときに、Journal of the Optical Society of Americaで"Image sharpness, Fourier optics, and redundant-spacing interferometry"（画像の鮮明さ、フーリエ光学、および冗長間隔干渉法）というJ. P. Hamaker, and J. E. Noordamとの共著の論文を発表した。この論文では、電波天文画像の先鋭化と鮮明さを向上させるための技術を紹介した。
1990年代初頭、オサリヴァンはCSIROで研究チームのリーダーとなり、1996年、上記の論文の技術を使用した、無線信号のマルチパス干渉を減らすための関連技術でCSIROは特許を取得した。この技術は、現在の全てのWi-Fiに実装されている。2012年4月の時点で、CSIROは802.11規格の一部としてこの特許を使用することにより生じる4億3000万ドル以上のロイヤルティと和解を獲得しており、他の当事者に対する訴訟によって最大で10億ドルを獲得することが予想されている。

## 栄誉
- 2017 IEEE井深大コンシューマー・エレクトロニクス賞  (with David Skellern) "for pioneering contributions to high-speed wireless LAN technology."
- 2013 M A Sargent Medal
- 2012 欧州発明家賞 for having "made the wireless LAN as fast and powerful as the cabled solutions of the time, and is the basis for the wireless networking technology (Wi-Fi) now used in billions of devices worldwide."  [9]
- 2012 Fellow of Australian Academy of Technological Sciences and Engineering
- 2010 Fellow of Australian Academy of Science
- 2009 オーストラリア首相科学賞（英語版）
- 2009 CSIRO Chairman’s Medal
- 2005–present Systems Engineer, CSIRO Australia Telescope National Facility
- 2004–2006 Lead Signal Processing Architect, G2 Microsystems
- 2001–2004 Director IC Systems Engineering, Cisco Systems
- 2000 CSIRO Medal for development and application of fast Fourier transform technology
- 1999–2001 Vice President Systems Engineering, Radiata Communications
- 1995–2000 Director Technology, News Ltd
- 1989–1995 Deputy Chief of Division, CSIRO Radiophysics
- 1983–1989 Head of Signal Processing Group, CSIRO Radiophysics
- 1974–1983 Head of Receiver Group, Netherlands Foundation for Radio Astronomy (now ASTRON)